# Björn Hasselblad

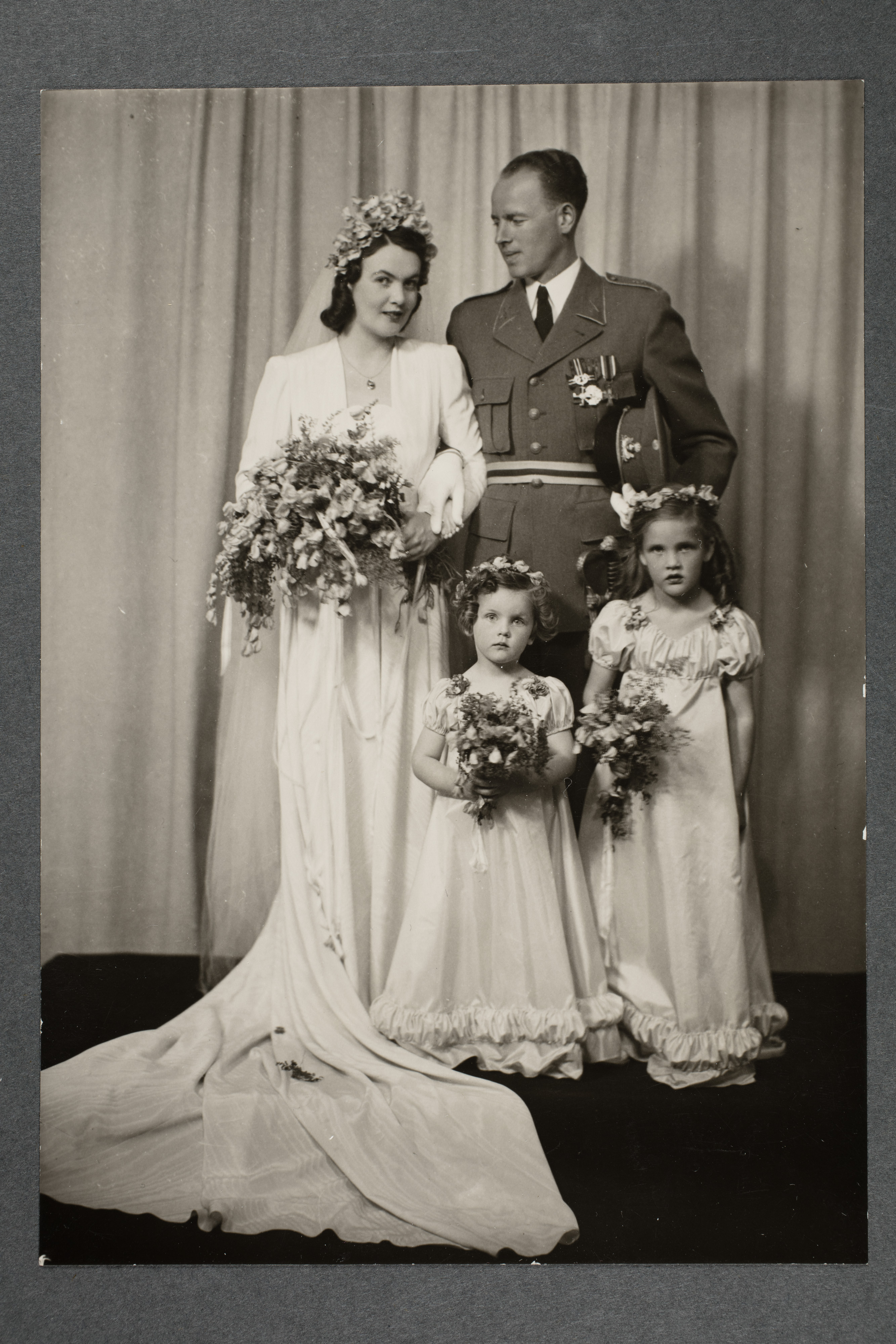
Yrsa Cannelin (gift Hasselblad) och Björn Hasselblads bröllopsfoto

Björn Hasselblad, född 12 juni 1911 i Oscars församling, Stockholm, död 19 oktober 1986 i Hedvig Eleonora församling, var en svensk författare och hobbyforskare i stockholmiana. 
Björn Hasselblad föddes och växte upp på Blockhusudden, Södra Djurgården. Därför var det naturligt att han ägnade Djurgården ett särskilt intresse med sin bok Djurgårdsvandringar på norra och södra Djurgården, som kom ut 1982. Som stöd i sitt forskningsarbete hade Hasselblad bland annat tillgång till Djurgårdsförvaltningens arkiv. Boken gavs ut i en kompletterad andra upplaga 1990 av Djurgårdsförvaltningen. På 1960-talet stod Hasselblad (under signaturen BRUM) för en serie kallad "Gatloppet". Det rörde sig om korta gatuartiklar i Svenska Dagbladet som så småningom resulterade i boken Stockholmsgator - på upptäcktsfärd bland Stockholms gatuskyltar (1962 och 1975).  Bland Hasselblad övriga böcker om Stockholm märks Stockholmskvarter (1979), som behandlar historiken bakom drygt 1200 kvartersnamn i Stockholms innerstad. Här berättar Hasselblad även om liv och näringsidkare i de olika kvarteren förr och nu.